# Farsorul (Star Trek: Seria animată)
„Farsorul” (titlu original: „The Practical Jok”) este al 3-lea episod din al doilea sezon (și ultimul) al serialului TV american științifico-fantastic Star Trek: Seria animată și al 19-lea episod în total. A avut premiera la 21 septembrie 1974 pe canalul NBC.
Episodul a fost regizat de Bill Reed după un scenariu de Chuck Menville și Len Janson.

## Prezentare
După ce trece printr-un nor neobișnuit, un câmp de energie ciudat are un efect neașteptat: computerul lui Enterprise începe să facă glume pe seama echipajului, dar umorul se transformă curând în pericol mortal. 